# Тайе Ацке-Селассие
Тайе Ацке-Селассие Амде (амх. ታዬ አፅቀስላሴ አምዴ; род. 13 января 1956, Дэбарк) — эфиопский дипломат и политик. Президент Эфиопии с 7 октября 2024 года. Неоднократно работал послом в Организации Объединённых Наций. До вступления в должность он занимал пост министра иностранных дел.

## Ранняя жизнь и образование
Тайе родился 13 января 1956 года в Дэбарке, Гондэр, провинция Бэгемдыр. Получил высшее образование в Университете Аддис-Абебы и Ланкастерском университете в Англии по специальности «Политология, международные отношения и стратегические исследования».

## Дипломатическая карьера
С 2018 года работал постоянным представителем Эфиопии при Организации Объединённых Наций. До своего назначения в ООН Тайе занимал должность генерального консула Эфиопии в Лос-Анджелесе, а также стратегические посты в Вашингтоне, округ Колумбия, Стокгольме и, в частности, был послом Эфиопии в Египте. 18 января 2023 года Тайе был назначен советником премьер-министра по иностранным делам на уровне министра.
8 февраля 2024 года он сменил Демеке Меконнена на посту министра иностранных дел после отставки Демеке 26 января.

## Президентство

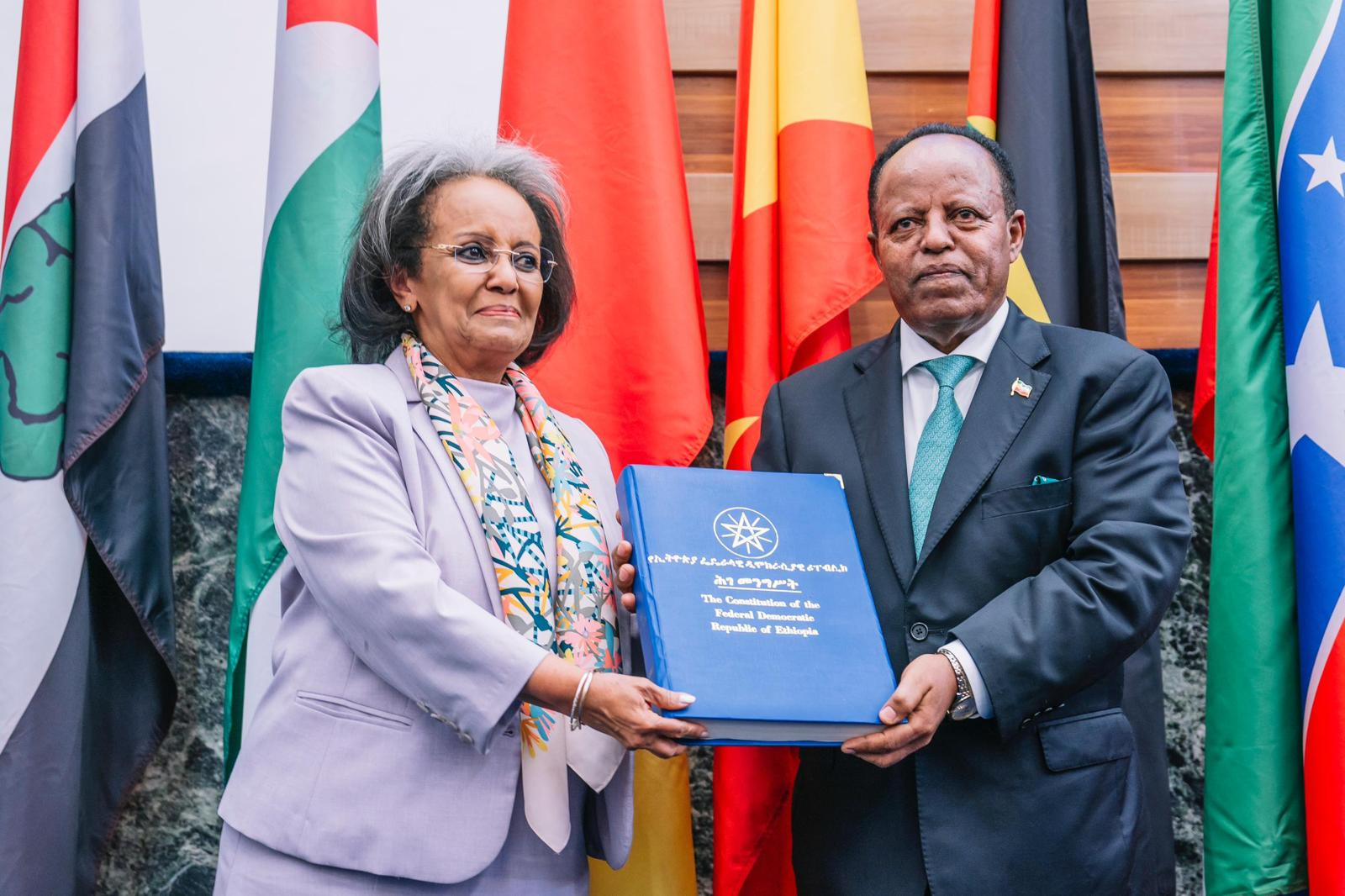
Бывший президент Сахле-Ворк Зевде принимает новоизбранного президента Ацке-Селассие

7 октября 2024 года Тайе был неожиданно назначен президентом Эфиопии, сменив Сахле-Ворк Зевде, срок полномочий которой истёк на фоне спекуляций и публичных дебатов. Назначение Тайе произошло в критический для Эфиопии период, когда в международных отношениях возникли серьёзные проблемы и начались внутренние конфликты.

## Личная жизнь
Женат, имеет троих детей.